# Flugunfall der Northwest Airlines bei Almelund
Der Flugunfall der Northwest Airlines bei Almelund ereignete sich am 13. Oktober 1950 auf einem Ausbildungsflug der Northwest Airlines mit Start und Ziel in Minneapolis, der mit einer Martin 2-0-2 N93037 durchgeführt wurde. Bei dem Unfall, der durch eine Propellerfehlfunktion verursacht wurde, die zum Absturz führte, starben alle sechs Insassen der Maschine.

## Flugzeug
Bei der Maschine handelte es sich um eine 1947 gebaute Martin 2-0-2 mit der Werknummer 9158, die im August 1947 neu an die Northwest Airlines ausgeliefert und mit dem Luftfahrzeugkennzeichen N93037 in Betrieb genommen wurde. Das zweimotorige Kurzstreckenflugzeug war mit zwei Propellertriebwerken des Typs Pratt & Whitney R-2800-CB16 Double Wasp ausgestattet. Bis zum Zeitpunkt des Unfalls hatte die Maschine eine Gesamtbetriebsleistung von 5.289 Betriebsstunden absolviert.

## Passagiere und Besatzung
An Bord der Maschine befanden sich sechs Personen, von denen drei als Besatzungsmitglieder und drei als Passagiere galten. Der 38-jährige Flugkapitän John R. Galt, der an diesem Tag geprüft werden sollte, war am 5. Dezember 1939 durch die Northwest Airlines eingestellt worden. Er hatte seine Ausbildung auf der Martin 2-0-2 am 22. Oktober 1947 abgeschlossen und verfügte über 769 Stunden Flugerfahrung mit Maschinen dieses Typs. Seine Gesamtflugerfahrung belief sich auf 9.800 Stunden. Der Prüfkapitän Ray F. Render war am 2. Januar 1942 durch die Northwest Airlines eingestellt worden. Die Ausbildung auf der Martin 2-0-2 hatte er am 1. Dezember 1949 absolviert. Von seinen 8.228 Stunden Flugerfahrung hatte er 368 Stunden mit der Martin 2-0-2 abgeleistet. Als weiteres Besatzungsmitglied befand sich der Vertreter der Civil Aeronautics Administration (CAA) William H. Solomon an Bord, der als Beobachter mitflog und im Jumpseat Platz genommen hatte, welcher sich zwischen sowie unmittelbar hinter den beiden Pilotensitzen befand. Als weitere Beobachter befanden sich die im Kontrollzentrum von Minneapolis stationierten CAA-Angehörigen E. Bergrom, R. Olsen und B. Erickson an Bord.

## Flugverlauf und Unfallhergang
Die Maschine startete um 9:46 Uhr Ortszeit zu dem Ausbildungsflug. Zweck des Fluges war es, den Flugkapitän John R. Galt im Instrumentenflug zu prüfen. Der Prüfkapitän Ray F. Render war damit betraut, den Flug zu überwachen. Es herrschten einwandfreie Sichtflugverhältnisse. Nach dem Start wurden zwei simulierte ILS-Anflüge durchgeführt. Um 10:25 Uhr teilte die Besatzung der Flugsicherung mit, dass diese Phase des Prüfungsfluges abgeschlossen sei. Dies war der letzte Funkkontakt, der zwischen der Maschine und der Flugsicherung erfolgte. Nachdem die Maschine den Luftraum um Minneapolis überflogen hatte, wurde sie erstmals wieder in der Nähe von Center City, Minnesota gesichtet, einem kleinen Ort 43 Meilen nordwestlich von Minneapolis. Zu diesem Zeitpunkt sei die Maschine eine scharfe Linkskurve in einer Höhe von etwa 4.000 bis 5.000 Fuß geflogen, wobei das Fahrwerk ausgefahren gewesen sei. Am Ende dieser Kurve sei ein flachwinkliger Steigflug eingeleitet worden. Die Triebwerksgeräusche während dieser Manöver seien normal gewesen. Der Augenzeuge habe seinen Blick für einige Augenblicke von der Maschine abgewendet. Als er die Maschine wieder sah, habe sie sich in einem steilen Sturzflug bei einem exzessiven Rollwinkel befunden. Nachdem die Maschine etwa 2.500 Fuß an Höhe verloren hatte, sei sie zunächst abgefangen, in eine horizontale Fluglage gebracht und in nordöstlicher Richtung weitergeflogen worden. Kurz darauf habe die Maschine zwei oder drei Nickbewegungen um ihre Querachse gemacht. Diese Manöver könnten eine Folge des abrupten Höhenverlusts und des Abfangens der Maschine gewesen sein. Während jeder der Nickbewegungen habe die Maschine etwa 400 Fuß an Höhe verloren und das Triebwerkgeräusch habe sich so angehört, als würden die Triebwerke überdrehen. Die Maschine sei dann in nordwestlicher Richtung weitergeflogen.

## Unfalluntersuchung
Zwei Meilen südlich von Almelund, Minnesota, welches 14 Meilen nordöstlich von Center City liegt, flog das Flugzeug eine flache Rechtskurve von ungefähr 270 Grad und kehrte erneut in eine horizontale Fluglage auf einem nordwestlichen Kurs zurück. Während dieser Manöver verlor das Flugzeug kontinuierlich an Höhe und Augenzeugen konnten beobachten, dass sich der rechte Propeller während des letzten Teils des Fluges langsam drehte. In der Nähe von Almelund und auf einer Höhe von etwa 500 bis 600 Fuß über dem Boden ging die Maschine in eine steile Rechtskurve über. Die Höhe ging schnell verloren und nach einer Drehung um etwa 90 Grad schlug die rechte Tragfläche des Flugzeugs auf dem Boden auf. Alle bis auf einen der sechs Insassen kamen beim Aufprall ums Leben, der Verletzte starb mehrere Tage später, ohne das Bewusstsein wiedererlangt zu haben.

## Ursache
Das Civil Aeronautics Board übernahm nach dem Unfall die Ermittlungen zur Absturzursache. Die Ermittler stellten fest, dass sich der Unfall ereignet hatte, da sich der rechte Propeller während des Fluges selbsttätig in den Umkehrschub gebracht hatte. Die Propellerstellung habe sieben bis zehn Grad Umkehrschub entsprochen. In der Folge sei die Maschine nicht mehr kontrollierbar gewesen. Ferner konnte bei Labortests festgestellt werden, dass das Kraftstoffzufuhrventil des betroffenen Triebwerks der Unfallmaschine nicht ordnungsgemäß funktionierte. Als beitragender Faktor für den Unfall wurde angegeben, dass die Landeklappen der Maschine eingefahren waren.